# Bernhard av Clairvaux
Bernhard av Clairvaux, född 1091 i Fontaine-lès-Dijon i närheten av Dijon, Frankrike, död 20 augusti 1153 i Clairvaux, Frankrike, var en fransk medeltida abbot och mystiker. Helgon inom Romersk-katolska kyrkan med festdag 20 augusti, kyrkolärare.

## Biografi
Bernhard var en av de viktigaste andliga och politiska personerna under medeltiden. Han föddes 1091 vid Svarta Madonnan-kultens centrum Les Fontaines i Burgund, Frankrike. Familjen tillhörde den franska lågadeln; hans far var riddare och vasall under hertigen av Burgund. Bernhard fick en bra utbildning och visade sig redan i unga år ha en meditativ och studieinriktad läggning.

### Klosterlivet
År 1113, när Bernhard var 22 år, gick han i kloster, ett litet cistercienskloster i Cîteaux där han fick leva ett strängt religiöst liv. Han var så lidelsefull och vältalig i sin lovprisning av fördelarna med denna livsstil att han snart fick sällskap i klostret av fyra av sina bröder, sin far som blivit änkling och trettio andra släktingar. Bernhard gjorde sig känd som en mycket intensiv predikant.
Klostret i Cîteaux var mycket fattigt, och livet där präglades av en anspråkslöshet som tilltalade Bernhard, som strävade efter ett liv i enkelhet och religiös meditation. Han visade en stor ödmjukhet i sitt sätt att leva, åt och sov inte mer än vad som krävdes för att han skulle kunna hålla sig på benen. Ryktet om hans självförsakelse och fromhet spred sig snabbt och 1115 blev han utsedd till ledare för en grupp munkar som skulle grunda ett nytt kloster i Clairvaux i regionen Champagne. Inom ett par år hade klostret i Clairvaux blivit så framgångsrikt att det givit upphov till ytterligare 163 kloster. Vid Bernhards död 1153 hade klostret i Clairvaux sjuhundra munkar.
Det var i Clairvaux som Bernhard började utforma sina andliga skrifter och redan som ung abbot gav han ut en serie betraktelser om Jungfru Marie bebådelse. I dessa utvecklade han Jungfru Marias förtjänster, framför allt som fredsstiftare. Hans kärlek till henne framhävs i alla hans betraktelser och bekräftas ytterligare i hans försäkran om att han som barn fått gudomlig inspiration genom att dricka tre droppar mjölk från bröstet på den svarta madonnastatyn i Châtillon, en upplevelse som i viss mån rättfärdigar hans förkärlek för svarta madonna-kulturen. Bernhard skrev bortåt 60 betraktelser om Höga Visan i Gamla testamentet, där han associerar kvinnan som säger om sig själv: "Svart är jag, dock är jag vacker..." till Maria från Betania, som vid denna tid ansågs vara samma Maria som stod under Jesu kors och var en av kvinnorna vid Jesu grav efter uppståndelsen: Maria Magdalena.

### Tempelherreorden
Bernhard av Clairvaux har även förknippats med Tempelherreorden och var den främste förespråkaren av sällskapet som officiellt erkände den som en militär och religiös orden. Hans förbindelser med Tempelherreorden sträckte sig emellertid längre än så, då han hjälpte till att utforma den ed som alla ordensmedlemmar skulle avlägga. Den kallades Tempelherrarnas ordensregel och innebar att ordensmedlemmarna fick svära sin lydnad till Bethania, Marias och Martas borg.
Tack vare Bernhards goda anseende och mångfald av skrifter spred sig hans inflytande och makt med tiden utanför Clairvaux gränser. År 1130 anlitades han som medlare i försöken att få den påvliga schism att upphöra som på den tiden utgjorde ett hot mot kyrkans stabilitet och sammanhållning. När påve Honorius II dog 1130, nominerades två kandidater som konkurrerade om påveämbetet – Anacletus II och Innocentius II. Det föll på Bernhards lott att fastställa pretendenternas värdighet och avgöra vilken kandidat som var lämpligast. Efter moget övervägande bestämde han sig för Innocentius II som levde i landsflykt i Frankrike. Med sin vänliga nit lyckades Bernhard övertala Frankrike, England, Spanien och Tyskland att acceptera Innocentius II som påve. Slutligen var även kejsaren övertygad och Anacletus II fördrevs från Rom.
Bernhard har blivit ihågkommen för att han tillrättavisade och ruinerade Pierre Abaelard, en inflytelserik intellektuell vars predikningar ofta betraktades som kätterska. Bernhards ihärdiga och hänsynslösa fördömande av Abaelard, som initierades av hans gode vän Guillaume de Saint-Thierry, fortsatte även sedan abboten Petrus Venerabilis hade kommit en bit på vägen mot att överbrygga klyftan mellan de båda männen. Hur som helst var Abaelard redan barskrapad. Bernhard avskydde alla former av kätteri och kämpade länge och intensivt mot kättarna, i synnerhet mot albigenserna.
Som ombud för påve Eugenius III talade Bernhard i sina predikningar för ett andra korståg och övertygade många att ta till vapen mot de otrogna. Det andra korståget blev emellertid ett stort misslyckande med ett katastrofalt slut för korsfararna. Den som fick skulden blev Bernhard som ansågs vara upphovsman till det olycksaliga kriget.

### Arvet till den katolska världen
Bernhard dog i Clairvaux den 20 augusti 1153 och helgonförklarades av påve Alexander III den 18 januari 1174.
Under sin livstid grundade Bernhard 163 kloster i Europa, skrev 10 större teologiska verk, mer än 300 betraktelser och 500 bevarade brev. Han är skyddshelgon för bin, biodlare, ljustillverkare och ljushandlare, för Gibraltar och Seborga samt för dem som rensar och smälter vax. 
Hans texter finns översatta till flera språk och olika kristna samfund. Bland andra översatte Edward Caswall flera av hans texter till engelska, varav tre finns representerade i den anglikanska kyrkans The Church Hymn book 1872.